# NGC 7314
NGC 7314 é uma galáxia espiral barrada (SBbc) localizada na direcção da constelação de Piscis Austrinus. Possui uma declinação de -26° 03' 01" e uma ascensão recta de 22 horas, 35 minutos e 45,9 segundos.
A galáxia NGC 7314 foi descoberta em 29 de Julho de 1834 por John Herschel.